# Anatole Zongo Kuyo
Anatole Zongo Kuyo, född 20 januari 1963, är en friidrottare från Elfenbenskusten. Han deltog vid olympiska sommarspelen 1988.